# Heinrich Schellen (Jurist)
(Franz Joseph) Heinrich Schellen (* 8. August 1877 in Koblenz; † 26. August 1939 in Berlin) war ein deutscher Verwaltungsjurist und Richter.

## Leben
Nach dem Abitur am Apostelgymnasium in Köln studierte Schellen ab 1897 zunächst an der Philipps-Universität Marburg und der  Kaiser-Wilhelms-Universität Rechtswissenschaft und Staatswissenschaft. 1899 wurde er Mitglied des Corps Rhenania Straßburg. Als Inaktiver wechselte er an die Rheinische Friedrich-Wilhelms-Universität Bonn. Am 11. Januar 1902 wurde er an der Universität Leipzig zum Dr. iur.  promoviert. Ab 1. Oktober 1897 diente er als Einjährig-Freiwilliger bei einem Feldartillerie-Regiment in Straßburg. Nach dem Ersten Examen in Köln war er ab Januar 1902 Gerichtsreferendar beim Amtsgericht und beim Landgericht in Bergheim und bei der Staatsanwaltschaft Köln. In den Staatsdienst des  Königreichs Preußen getreten, kam er am 26. Januar 1904 als Regierungsreferendar zur Regierung in Königsberg. Nach der Großen Staatsprüfung im Dezember 1906 wurde er als Hilfsarbeiter zum  Landratsamt Militsch in Schlesien versetzt, wo er am 17. Januar 1907 zum Regierungsassessor ernannt wurde. Nach einem einjährigen Studienurlaub und einem Jahr bei der Handwerkskammer Magdeburg holte man ihn am 1. Januar 1910 als Hilfsarbeiter zum Reichsamt des Innern und am 21. Mai 1912 zur Regierung in Düsseldorf. Im Oktober 1912 wurde er Landrat des Kreises Adenau. Im Mai 1917 heiratete er dort Wilhelmine Sasse. Im Juli desselben Jahres wurde er aus der Preußischen Armee entlassen und im Oktober zum Landrat des Kreises Saarlouis ernannt. Im Mai 1919 wurde er von der französischen Besatzung des Saarlandes amtsenthoben und ausgewiesen. Seit Dezember 1919 Hilfsarbeiter, wurde er im Februar 1933 Ministerialdirektor im preußischen Innenministerium. Seit dem 25. August 1934 Oberverwaltungsgerichtsrat, wurde er am 30. April 1936 Senatspräsident am Preußischen Oberverwaltungsgericht. Er starb mit 62 Jahren im Amt.